# Chudoni-Talsperre
Koordinaten: 42° 57′ 17″ N, 42° 11′ 38″ O
Die Chudoni-Talsperre (georgisch ხუდონის ჰიდროელექტროსადგური [ხუდონჰესი], Chudonis hidroelektrossadguri [chudonhessi]) ist ein geplantes, bisher nicht ausgeführtes Wasserkraftwerksprojekt am Enguri in Ober-Swanetien, Georgien. Der Standort liegt 32 km oberhalb der existierenden Enguri-Staumauer.
Beim Chudoni-Wasserkraftwerk waren ursprünglich 10 Turbinen mit einer Nennleistung von je 74 MW vorgesehen, woraus sich eine Gesamtleistung von 740 MW ergibt. Als Talsperrenbauwerk war zuerst eine 200 m hohe Beton-Bogengewichtsmauer geplant, neuerdings 170 m. Die Verkleinerung des Projektes bedingt auch die Reduzierung auf 638 bis 650 MW Kraftwerksleistung. Der Stausee wird ein Volumen von 230 Millionen Kubikmetern und eine Fläche von 4 km² (statt 5,2 km²) haben.
Die Planungen zum Bau der Talsperre begannen 1979, erste Bauarbeiten 1986, wurden aber im Juni 1989 nach Protesten aus Umweltgründen und wegen der Erdbebengefahr beendet. In den Jahren 2005/2006 begann die georgische Regierung, Investoren zu suchen, um das Projekt fortzusetzen. Nach einer Studie der Regierung und der Weltbank sind der Bau der Wasserkraftwerke Namochwani, Parawani und Chudoni die attraktivsten Projekte für die Entwicklung Georgiens auf dem Energiesektor. Wäre der gesamte Enguri mit Wasserkraftwerken ausgebaut, könnte mehr als ganz Georgien mit Strom versorgt werden. Die Weltbank betrachtet den Einfluss der Talsperre auf das Mikroklima als „sehr lokal“.
Der Stausee würde den Ort Chaischi überfluten und eine Umsiedlung der Bewohner erforderlich machen.
In den 1980er Jahren im Zuge der Bauarbeiten an der Talsperre in die Region gebrachte Radionuklidbatterien führten 2001 zum Radiologischen Unfall von Lia.